# Turó d'en Cases
El Turó d'en Cases és una muntanya de 383 metres que es troba entre els municipis de Premià de Dalt i de Vilassar de Dalt, a la comarca del Maresme.